# Ivan Lebanov
Ivan Lebanov (né le 10 décembre 1957) est un ancien fondeur bulgare.

## Palmarès

### Jeux olympiques
| Épreuve / Édition | Innsbruck 1976 | Lake Placid 1980 |
| 15km              | 24e            | 15e              |
| 30km              |                | Bronze           |
| 4 × 10 km         | 14e            |                  |

### Coupe du monde
- Meilleur classement final: 41e en 1982.
- Meilleur résultat: 10e.